# 간사장
간사장(일본어: 幹事長 간지초[*])은 조직에서 중심이 되어 직무를 수행하는 직책이나 간사회의 장을 말하며, 특히 정당에서 중심 역할을 수행하는 직책이다.
일본의 정당에서는 당대표의 직무 수행을 보좌하거나 당 운영, 국회 대책, 선거 대책을 담당한다. 일본공산당의 서기국장도 거의 같은 위치로, 이전에는 많은 야당이 서기장을 두고 있었으나, 지금은 서기장을 둔 정당이 적다. 1990년대에는 신생당이나 신당 사키가케 등이 간사장 대신 ‘대표간사’라는 직책을 두었지만, 이것도 지금은 찾아보기 힘들다. 모두 영문으로는 ‘secretary-general’에 해당한다.
간사장은 사실상 대표 다음의 요직으로, 장래의 당대표로도 주목받는 위치이다. 게다가 정당의 대표가 총리일 때에는 간사장이 당수의 업무까지 맡는 경우가 많다.

## 각 정당의 간사장·서기국장

### 자유민주당
- 아마리 아키라

### 입헌민주당
- 후쿠야마 데쓰로

### 공명당
- 이시이 게이이치

### 일본공산당
- 고이케 아키라

### 일본유신회
- 바바 노부유키

### 국민민주당
- 신바 가즈야

### 사회민주당
- 핫토리 료이치

### NHK와 재판하고 있는 당 변호사법 72조 위반으로
- 우에스기 다카시

### 도민퍼스트회
- 이시게 시바루

### 오키나와 사회대중당
- 타이라 사토코

### 일본제일당
- 나카무라 가즈히로

## 같이 보기
- 대표
- 주석 (호칭)